# Stefan Żmijko
Stefan Żmijko (ur. 14 października 1910 w Białymstoku, zm. 15 czerwca 1994) – polski działacz państwowy i partyjny, leśnik, poseł na Sejm Ustawodawczy, w latach 1962–1972 przewodniczący Prezydium Wojewódzkiej Rady Narodowej w Białymstoku.

## Życiorys
Syn Antoniego i Marii. Z zawodu leśnik, ukończył szkołę zawodową dla leśniczych, pracował jako leśnik w powiatach bielskim, wołkowyskim i łuninieckim. Uczestnik kampanii wrześniowej. Od lutego 1940 do czerwca 1946 przesiedlony do ZSRR, był leśnikiem i statystykiem w przedsiębiorstwie leśniczym w obwodzie wołogodzkim. Od 1943 członek Związku Patriotów Polskich, potem sekretarz instruktor i szef Zarządu Obwodowego ZPP w Wołogdzie. Od 1945 do 1946 pełnomocnik do spraw ewakuacji i repatriacji ludności polskiej z okolic Wołogdy i Archangielska.
Od października 1945 członek Stronnictwa Ludowego, a od listopada 1949 Zjednoczonego Stronnictwa Ludowego. W ramach SL był sekretarzem Zarządu Wojewódzkiego w Szczecinie (1947–1948), członkiem Rady Naczelnego i kierownikiem Wydziału Organizacyjnego Narodowego Komitetu Wykonawczego (1948–1949), później analogiczne stanowiska zajmował w ZSL (w tym od 1956 do 1972 jako członek Naczelnego Komitetu ZSL). Od 1946 do 1948 radny Wojewódzkiej Rady Narodowej w Szczecinie i wiceprzewodniczący Komisji Kontroli Społecznej. W tym okresie zasiadał też w szczecińskich władzach Towarzystwa Uniwersytetów Ludowych oraz Chłopskiego Towarzystwa Przyjaciół Dzieci.
W latach 1947–1952 poseł na Sejm Ustawodawczy z okręgu Łobez. W 1956 ukończył Szkołę Partyjną przy KC PZPR. Od 1951 do 1956 był wicedyrektorem Departamentu Państwowych Ośrodków Maszynowych i Spółdzielczości Produkcyjnej w Ministerstwie Rolnictwa, następnie od 1957 do 1960 dyrektorem biura Krajowej Rady Spółdzielczości Produkcyjnej. Od 21 listopada 1962 do 4 marca 1972 pozostawał szefem Prezydium Wojewódzkiej Rady Narodowej w Białymstoku, w tym okresie był też wiceprezesem Wojewódzkiego Komitetu ZSL w Białymstoku.
Pochowany na Cmentarzu Miejskim przy ul. Wysockiego w Białymstoku.

## Ordery i odznaczenia
- Order Sztandaru Pracy I klasy
- Order Sztandaru Pracy II klasy (1964)[3]
- Krzyż Oficerski Orderu Odrodzenia Polski (6 kwietnia 1955)[4]
- Srebrny Krzyż Zasługi (11 lipca 1946)[5]
- Medal 10-lecia Polski Ludowej (10 stycznia 1955)[6]
- Złota Odznaka Honorowa „Gryf Pomorski”